# Судиславский район
Судисла́вский райо́н — административно-территориальная единица (район) и муниципальное образование (муниципальный район) на юго-западе Костромской области России.
Административный центр — посёлок городского типа Судиславль.

## География
Площадь района — 1530 км². Основные реки — Андоба, Корба, Меза, Сендега, Покша.

## История
Образован в 1929 году в составе Костромского округа Ивановской Промышленной области. С 31 марта 1936 года в составе Ярославской области. С 13 августа 1944 года - в составе Костромской области.
В соответствии с Законом Костромской области от 30 декабря 2004 года № 237-ЗКО район наделён статусом муниципального района, установлены границы муниципального образования. На территории муниципального района образованы 11 муниципальных образований: 1 городское и 10 сельских поселений.
В соответствии с Законом Костромской области от 22 июня 2010 года № 626-4-ЗКО объединены:
- Глебовское, Судиславское и Фадеевское сельские поселения — в Судиславское сельское поселение;
- Грудкинское, Долматовское, Калинковское, Михайловское и Расловское сельские поселения — в Расловское сельское поселение;
- Воронское и Свозовское сельские поселения — в Воронское сельское поселение.

В соответствии с Законом Костромской области от 9 февраля 2007 года N 112-4-ЗКО Судиславский район как административно-территориальная единица области также сохраняет свой статус.

## Население
| 2002    | 2008    | 2009    | 2010    | 2011    | 2012    | 2013    | 2014    | 2015    |
| ------- | ------- | ------- | ------- | ------- | ------- | ------- | ------- | ------- |
| 15 184  | ↘15 137 | ↘14 099 | ↘13 077 | ↘13 070 | ↘12 930 | ↘12 832 | ↘12 634 | ↘12 461 |
| 2016    | 2017    | 2018    | 2019    | 2020    | 2021    |         |         |         |
| ↗12 504 | ↘12 458 | ↘12 451 | ↘12 324 | ↘12 139 | ↘11 034 |         |         |         |

### Урбанизация
В городских условиях (пгт Судиславль) проживают  37,68 % населения района.

### Национальный состав
По итогам переписи населения 2020 года проживали следующие национальности (национальности менее 0,1 % и другое, см. в сноске к строке «Другие»):
| Национальность | Численность, чел. | Доля     |
| -------------- | ----------------- | -------- |
| Русские        | 10 210            | 92,53 %  |
| Азербайджанцы  | 26                | 0,24 %   |
| Украинцы       | 25                | 0,23 %   |
| Чуваши         | 23                | 0,21 %   |
| Узбеки         | 22                | 0,20 %   |
| Другие         | 728               | 6,59 %   |
| Итого          | 11 034            | 100,00 % |

## Административное деление
Судиславский район как административно-территориальная единица включает 1 городской посёлок (посёлок городского типа) и 3 поселения.
В Судиславский район как муниципальный район входят 4 муниципальных образования, в том числе 1 городское и 3 сельских поселения:
| №        | Муниципальное образование       | Административный центр | Количество населённых пунктов | Население | Площадь, км2 |
| -------- | ------------------------------- | ---------------------- | ----------------------------- | --------- | ------------ |
| 1e-06    | Городское поселение:            |                        |                               |           |              |
| 1        | посёлок Судиславль              | пгт Судиславль         | 1                             | ↘4158     | 5,41         |
| 1.000002 | Сельские поселения:             |                        |                               |           |              |
| 2        | Воронское сельское поселение    | село Воронье           | 38                            | ↗1053     | 396,70       |
| 3        | Расловское сельское поселение   | посёлок Раслово        | 61                            | ↘2316     | 446,80       |
| 4        | Судиславское сельское поселение | пгт Судиславль         | 76                            | ↘3507     | 679,24       |

## Населённые пункты
В Судиславском районе 176 населённых пунктов.
| №   | Населённый пункт  | Тип                     | Население | Муниципальное образование       |
| --- | ----------------- | ----------------------- | --------- | ------------------------------- |
| 1   | Александрово      | село                    | ↗103      | Судиславское сельское поселение |
| 2   | Андреевка         | деревня                 | ↗2        | Воронское сельское поселение    |
| 3   | Аниково           | деревня                 | →0        | Судиславское сельское поселение |
| 4   | Анисимово         | деревня                 | →0        | Расловское сельское поселение   |
| 5   | Антипино          | деревня                 | ↗30       | Расловское сельское поселение   |
| 6   | Асаново           | деревня                 | ↗25       | Судиславское сельское поселение |
| 7   | Баран             | село                    | ↗36       | Судиславское сельское поселение |
| 8   | Баташово          | деревня                 | →0        | Судиславское сельское поселение |
| 9   | Бедрино           | деревня                 | ↗8        | Расловское сельское поселение   |
| 10  | Белая Река        | деревня                 | ↘13       | Судиславское сельское поселение |
| 11  | Белобородово      | деревня                 | ↘5        | Расловское сельское поселение   |
| 12  | Берёзовая Роща    | посёлок                 | ↗606      | Расловское сельское поселение   |
| 13  | Берендеевы Поляны | деревня                 | #Н/Д      | Судиславское сельское поселение |
| 14  | Болотово          | деревня                 | ↗238      | Судиславское сельское поселение |
| 15  | Большие Жары      | деревня                 | ↗4        | Расловское сельское поселение   |
| 16  | Борок             | деревня                 | ↗1        | Судиславское сельское поселение |
| 17  | Бортниково        | деревня                 | →0        | Воронское сельское поселение    |
| 18  | Буртасово         | деревня                 | ↘10       | Расловское сельское поселение   |
| 19  | Бярьково          | деревня                 | ↗88       | Расловское сельское поселение   |
| 20  | Вандышево         | деревня                 | ↗1        | Расловское сельское поселение   |
| 21  | Володино          | деревня                 | ↗9        | Расловское сельское поселение   |
| 22  | Воркуновка        | деревня                 | →18       | Воронское сельское поселение    |
| 23  | Воробьево         | деревня                 | →0        | Расловское сельское поселение   |
| 24  | Воронье           | село                    | ↗462      | Воронское сельское поселение    |
| 25  | Воротимово        | деревня                 | ↘12       | Воронское сельское поселение    |
| 26  | Гаврилово         | деревня                 | ↗3        | Судиславское сельское поселение |
| 27  | Галкино           | деревня                 | →3        | Расловское сельское поселение   |
| 28  | Глебово           | деревня                 | ↗258      | Судиславское сельское поселение |
| 29  | Глебово           | посёлок                 | ↗293      | Судиславское сельское поселение |
| 30  | Горюшки           | деревня                 | →0        | Судиславское сельское поселение |
| 31  | Готовка           | деревня                 | ↗204      | Судиславское сельское поселение |
| 32  | Грудки            | деревня                 | ↗371      | Расловское сельское поселение   |
| 33  | Гусево            | деревня                 | ↘4        | Расловское сельское поселение   |
| 34  | Данилково         | деревня                 | ↗22       | Судиславское сельское поселение |
| 35  | Дворище           | деревня                 | ↗11       | Судиславское сельское поселение |
| 36  | Дениславка        | деревня                 | ↗40       | Расловское сельское поселение   |
| 37  | Деснево           | деревня                 | →19       | Расловское сельское поселение   |
| 38  | Дичево            | деревня                 | →0        | Расловское сельское поселение   |
| 39  | Долматово         | деревня                 | ↘11       | Расловское сельское поселение   |
| 40  | Доманово          | деревня                 | ↗121      | Судиславское сельское поселение |
| 41  | Дружба            | посёлок                 | ↗1094     | Судиславское сельское поселение |
| 42  | Дудкино           | деревня                 | →0        | Судиславское сельское поселение |
| 43  | Дудкино           | деревня                 | ↗10       | Судиславское сельское поселение |
| 44  | Жарки             | деревня                 | ↗44       | Расловское сельское поселение   |
| 45  | Жвалово           | деревня                 | ↗383      | Судиславское сельское поселение |
| 46  | Жиравлево         | деревня                 | ↗16       | Расловское сельское поселение   |
| 47  | Жирятино          | деревня                 | →0        | Судиславское сельское поселение |
| 48  | Жихарица          | деревня                 | →0        | Расловское сельское поселение   |
| 49  | Жолобово          | деревня                 | →3        | Судиславское сельское поселение |
| 50  | Завражье          | деревня                 | ↗90       | Воронское сельское поселение    |
| 51  | Задорожье         | деревня                 | →0        | Судиславское сельское поселение |
| 52  | Зады              | деревня                 | ↗2        | Расловское сельское поселение   |
| 53  | Залужье           | село                    | ↗28       | Судиславское сельское поселение |
| 54  | Замерье           | деревня                 | ↘2        | Воронское сельское поселение    |
| 55  | Западный          | посёлок                 | ↗519      | Судиславское сельское поселение |
| 56  | Звягино           | деревня                 | ↘8        | Судиславское сельское поселение |
| 57  | Иванково          | деревня                 | ↘0        | Судиславское сельское поселение |
| 58  | Игнатьево         | деревня                 | ↗37       | Судиславское сельское поселение |
| 59  | Игумново          | деревня                 | ↗3        | Судиславское сельское поселение |
| 60  | Ильинское         | деревня                 | ↗6        | Расловское сельское поселение   |
| 61  | Исаево            | деревня                 | ↗75       | Воронское сельское поселение    |
| 62  | Калинки           | деревня                 | ↗354      | Расловское сельское поселение   |
| 63  | Климитино         | деревня                 | ↗1        | Судиславское сельское поселение |
| 64  | Климцево          | деревня                 | ↗7        | Расловское сельское поселение   |
| 65  | Климцево          | деревня                 | ↗90       | Судиславское сельское поселение |
| 66  | Княжево           | деревня                 | →0        | Судиславское сельское поселение |
| 67  | Кобякино          | деревня                 | ↗248      | Расловское сельское поселение   |
| 68  | Коеваново         | деревня                 | ↘10       | Воронское сельское поселение    |
| 69  | Кокуево           | деревня                 | ↗18       | Судиславское сельское поселение |
| 70  | Кондратово        | деревня                 | ↘0        | Расловское сельское поселение   |
| 71  | Коноплюха         | деревня                 | →0        | Судиславское сельское поселение |
| 72  | Конюхово          | деревня                 | ↗2        | Воронское сельское поселение    |
| 73  | Копейница         | деревня                 | →0        | Судиславское сельское поселение |
| 74  | Копорье           | деревня                 | →0        | Воронское сельское поселение    |
| 75  | Копыловка         | деревня                 | →0        | Воронское сельское поселение    |
| 76  | Копылово          | деревня                 | →0        | Воронское сельское поселение    |
| 77  | Корба             | железнодорожная станция | ↗3        | Расловское сельское поселение   |
| 78  | Корцово           | деревня                 | →0        | Судиславское сельское поселение |
| 79  | Косково           | деревня                 | ↗13       | Расловское сельское поселение   |
| 80  | Красниково        | деревня                 | →0        | Воронское сельское поселение    |
| 81  | Криовское         | деревня                 | →0        | Судиславское сельское поселение |
| 82  | Кузьмино          | деревня                 | →0        | Воронское сельское поселение    |
| 83  | Кузяево           | деревня                 | ↗6        | Расловское сельское поселение   |
| 84  | Куломзино         | деревня                 | →0        | Расловское сельское поселение   |
| 85  | Кулькино          | деревня                 | ↘30       | Судиславское сельское поселение |
| 86  | Лазарево          | деревня                 | →17       | Расловское сельское поселение   |
| 87  | Лебедево          | деревня                 | →0        | Судиславское сельское поселение |
| 88  | Левино            | деревня                 | ↘0        | Воронское сельское поселение    |
| 89  | Левино            | деревня                 | →0        | Расловское сельское поселение   |
| 90  | Леонтьево         | деревня                 | ↗23       | Расловское сельское поселение   |
| 91  | Лесной            | посёлок                 | ↗5        | Воронское сельское поселение    |
| 92  | Литвиново         | деревня                 | →0        | Расловское сельское поселение   |
| 93  | Лиханово          | деревня                 | ↗6        | Расловское сельское поселение   |
| 94  | Лом               | деревня                 | →0        | Воронское сельское поселение    |
| 95  | Лукино            | деревня                 | ↘0        | Расловское сельское поселение   |
| 96  | Лукино            | деревня                 | ↗11       | Судиславское сельское поселение |
| 97  | Магово            | деревня                 | ↗32       | Расловское сельское поселение   |
| 98  | Малиновка         | деревня                 | ↘4        | Судиславское сельское поселение |
| 99  | Малые Жары        | деревня                 | →0        | Расловское сельское поселение   |
| 100 | Мартемьяново      | деревня                 | →0        | Расловское сельское поселение   |
| 101 | Меза              | железнодорожная станция | ↗39       | Расловское сельское поселение   |
| 102 | Меза              | деревня                 | →0        | Судиславское сельское поселение |
| 103 | Мирный            | посёлок                 | ↗244      | Судиславское сельское поселение |
| 104 | Митюшино          | деревня                 | ↗12       | Воронское сельское поселение    |
| 105 | Михайловское      | деревня                 | ↗499      | Расловское сельское поселение   |
| 106 | Михали            | деревня                 | ↗7        | Воронское сельское поселение    |
| 107 | Мостище           | деревня                 | ↗19       | Судиславское сельское поселение |
| 108 | Новино            | деревня                 | →14       | Судиславское сельское поселение |
| 109 | Охапкино          | деревня                 | ↗2        | Судиславское сельское поселение |
| 110 | Охотино           | деревня                 | ↗1        | Воронское сельское поселение    |
| 111 | Охотино           | деревня                 | ↗2        | Судиславское сельское поселение |
| 112 | Ошурки            | деревня                 | ↗120      | Судиславское сельское поселение |
| 113 | Первушино         | деревня                 | ↗19       | Воронское сельское поселение    |
| 114 | Первушино         | железнодорожная станция | ↗116      | Воронское сельское поселение    |
| 115 | Первушино         | посёлок                 | ↗287      | Воронское сельское поселение    |
| 116 | Песково           | деревня                 | ↘1        | Судиславское сельское поселение |
| 117 | Петрово           | деревня                 | ↗6        | Судиславское сельское поселение |
| 118 | Петряево          | деревня                 | →8        | Расловское сельское поселение   |
| 119 | Погорелки         | деревня                 | ↘2        | Воронское сельское поселение    |
| 120 | Подольново        | деревня                 | →0        | Воронское сельское поселение    |
| 121 | Покотское         | деревня                 | →0        | Расловское сельское поселение   |
| 122 | Поляны            | деревня                 | ↗1        | Судиславское сельское поселение |
| 123 | Попадьино         | деревня                 | ↗9        | Судиславское сельское поселение |
| 124 | Поповское         | деревня                 | ↗2        | Судиславское сельское поселение |
| 125 | Починок-Троицкий  | деревня                 | ↘0        | Расловское сельское поселение   |
| 126 | Путоргино         | деревня                 | →0        | Воронское сельское поселение    |
| 127 | Пчелкино          | деревня                 | →0        | Расловское сельское поселение   |
| 128 | Раково            | деревня                 | ↗2        | Судиславское сельское поселение |
| 129 | Раслово           | посёлок                 | ↗669      | Расловское сельское поселение   |
| 130 | Ратилово          | деревня                 | ↗3        | Расловское сельское поселение   |
| 131 | Романово          | деревня                 | →0        | Расловское сельское поселение   |
| 132 | Рудино            | деревня                 | →0        | Воронское сельское поселение    |
| 133 | Савино            | хутор                   | ↗4        | Расловское сельское поселение   |
| 134 | Савинское         | деревня                 | ↗1        | Расловское сельское поселение   |
| 135 | Свозово           | деревня                 | ↗214      | Воронское сельское поселение    |
| 136 | Сельцо            | деревня                 | ↗1        | Воронское сельское поселение    |
| 137 | Семёновское       | деревня                 | ↗8        | Расловское сельское поселение   |
| 138 | Семилово          | деревня                 | →0        | Расловское сельское поселение   |
| 139 | Семино            | деревня                 | →0        | Воронское сельское поселение    |
| 140 | Сколепово         | деревня                 | ↗4        | Судиславское сельское поселение |
| 141 | Скоморохово       | деревня                 | →0        | Судиславское сельское поселение |
| 142 | Славново          | деревня                 | ↗1        | Судиславское сельское поселение |
| 143 | Следово           | деревня                 | ↗12       | Расловское сельское поселение   |
| 144 | Слободка          | деревня                 | →0        | Расловское сельское поселение   |
| 145 | Сорож             | деревня                 | ↗179      | Судиславское сельское поселение |
| 146 | Сосновик          | деревня                 | ↗2        | Судиславское сельское поселение |
| 147 | Спас-Верховье     | село                    | →0        | Воронское сельское поселение    |
| 148 | Спасское          | деревня                 | →0        | Судиславское сельское поселение |
| 149 | Столбово          | посёлок                 | ↗127      | Воронское сельское поселение    |
| 150 | Суворово          | деревня                 | ↘2        | Судиславское сельское поселение |
| 151 | Судиславль        | пгт                     | ↘4158     | посёлок Судиславль              |
| 152 | Судиславль        | железнодорожная станция | ↗230      | Судиславское сельское поселение |
| 153 | Тёкотово          | деревня                 | ↗64       | Судиславское сельское поселение |
| 154 | Тимошкино         | деревня                 | ↗4        | Судиславское сельское поселение |
| 155 | Тофаново          | деревня                 | →0        | Судиславское сельское поселение |
| 156 | Тюрино            | деревня                 | →0        | Воронское сельское поселение    |
| 157 | Усад              | деревня                 | →0        | Воронское сельское поселение    |
| 158 | Фадеево           | деревня                 | ↗293      | Судиславское сельское поселение |
| 159 | Федиково          | деревня                 | ↗9        | Воронское сельское поселение    |
| 160 | Фелисово          | деревня                 | →8        | Расловское сельское поселение   |
| 161 | Филисово          | деревня                 | ↗3        | Судиславское сельское поселение |
| 162 | Фроловка          | деревня                 | ↗2        | Судиславское сельское поселение |
| 163 | Хмельково         | деревня                 | ↗9        | Расловское сельское поселение   |
| 164 | Холм              | деревня                 | ↗4        | Расловское сельское поселение   |
| 165 | Хохлово           | деревня                 | →0        | Судиславское сельское поселение |
| 166 | Целуйково         | деревня                 | →0        | Судиславское сельское поселение |
| 167 | Шаврино           | деревня                 | ↘2        | Воронское сельское поселение    |
| 168 | Шахово            | село                    | ↗264      | Судиславское сельское поселение |
| 169 | Шестаково         | деревня                 | →0        | Воронское сельское поселение    |
| 170 | Шигарево          | деревня                 | →0        | Расловское сельское поселение   |
| 171 | Юркино            | деревня                 | →0        | Судиславское сельское поселение |
| 172 | Юрново            | деревня                 | ↗2        | Расловское сельское поселение   |
| 173 | Юрцово            | деревня                 | ↘6        | Судиславское сельское поселение |
| 174 | Якушево           | деревня                 | →3        | Судиславское сельское поселение |
| 175 | Ярово             | деревня                 | ↗1        | Расловское сельское поселение   |
| 176 | Яснево            | деревня                 | ↗108      | Судиславское сельское поселение |

В 2015 году образована деревня Берендеевы Поляны.
Упразднённые населённые пункты:
- 2003 год — деревни Дор, Охово Грудкинского сельсовета; деревня Слободка Долматовского сельсовета; деревни Баран, Климово, Кусенево Михайловского сельсовета; деревню Жирославка Расловского сельсовета; деревни Головино, Никулкино Свозовского сельсовета[26].

## Экономика
Производственные предприятия Судиславского района:
ЗАО "КС - Среда" - производство торгового оборудования (пос. Судиславль, ул. Заводская, д. 2)
ООО «Судиславская пеллетная компания» - производство пиломатериалов и древесных гранул (пос. Судиславль, ул. Краснооктябрьская, д. 1)
Торгово–промышленная компания "Ремикс" - производство клееного бруса для домостроения (пос. Судиславль, ул. Комсомольская, д. 40)
ЗАО "Судиславль" - звероводческое хозяйство; производство меховых изделий (пос. Дружба, ул. Дорожная, д. 5)
ООО "Агрокомбинат "Судиславский" - выращивание шампиньонов (дер. Грудки, ул. Бутакова, д. 6)
ООО "Судиславский завод сварочных материалов" - производство сварочных материалов (электродов и проволоки) (дер. Тёкотово, ул. Промзона-1, д. 2)
Цех № 6 по хранению и реализации нефтепродуктов АО "Роснефть-Ярославль" - нефтебаза (дер. Тёкотово)
ООО "Кострома-Паллет" - производство деревянных поддонов (дер. Калинки, пер. Почтовый 8 (производство - ул. Окружная 3А))
ООО "ЭкоТопливо" - добыча валунно-гравийно-песчаного материала на месторождении "Судиславское" (район севернее деревни Глебово)
ООО "Судиславль-торф" - добыча торфа на производство топлива и удобрений, для собственных нужд и других потребителей на месторождении «Славновское» (район северо-восточнее деревни Славново)
Более ста лет на территории Судиславского Района в деревне Глебово (ул. Фабричная, д. 22) существует фабрика ООО "Руно", где изготавливают войлочные сапоги, а попросту валенки.